# Techniques de domination
Les techniques de domination sont un système articulé en 1945 par le psychologue et philosophe norvégien  Ingjald Nissen. Ces techniques identifiés par Nissen, sont des moyens pour supprimer et humilier indirectement les adversaires. À la fin des années 1970, le système a été popularisé par la psychologue social norvégienne Berit Ås, qui réduit les neuf moyens originaux de Nissen à cinq. Les techniques de domination sont définies comme des stratégies de manipulation sociale par lesquelles un groupe dominant maintient sa position dans une hiérarchie (établie ou cachée). Elles sont très importantes dans le débat scientifique et public scandinave, où l'expression est également utilisée pour désigner des types de manipulation sociale ne faisant pas partie du système d'Ås. 

## Les cinq techniques de domination conformément à Ås

### Rendre invisible
Faire taire ou marginaliser l'opposition par le fait de les ignorer.
Exemples : 
- Un autre orateur s'approprie votre idée comme si c'était la sienne, ou commence à parler malgré le fait que ce soit votre tour.
- Alors que c'est votre tour de parler, les autres participants commencent à parler les uns aux autres, à feuilleter leurs documents, etc.

### Ridiculiser
Dépeindre de façon manipulatrice les adversaires ou leurs arguments en les ridiculisant.
Exemple : 
- Un autre orateur se rit de votre accent et vous compare à un personnage d'une émission de télévision humoristique (alors que vous aviez quelque chose d'important à dire).
- Alors que vous accusez quelqu'un d'actes répréhensibles, on vous dit que vous avez l'air mignon quand vous êtes en colère.

### Retenir l'information
Exclure une personne du processus de prise de décision, ou ne pas lui transmettre sciemment des informations, pour réduire sa capacité à faire un choix éclairé.
Exemples: 
- Vos collègues ont une réunion qui vous concerne, en ne vous invitant pas.
- Les décisions sont prises non pas dans une conférence où tout le monde est présent, mais lors d'un dîner plus tard dans la soirée, où seule une partie des assistants ont été invités.

### Double contrainte
Punir ou autrement rabaisser les actions d'une personne, quelle que soit la façon dont elle agit.
Exemples: 
- Lorsque vous faites votre travail à fond, vous recevez des plaintes pour être trop lents. Lorsque vous l'effectuez de manière efficace, vous êtes critiqué pour être négligé.

### Culpabiliser, déshonorer
Embarrasser quelqu'un, ou insinuer qu'il est lui-même à blâmer pour sa situation.
Exemple: 
- Vous informez votre responsable que vous êtes calomnié, mais vous vous entendez dire que c'est de votre faute, puisque vous vous habillez de manière provocante.

## Ajouts subséquents d'Ås
Berit Ås a depuis ajouté deux techniques supplémentaires.

### Objectivation
Discuter de l'apparence d'une ou plusieurs personnes dans une situation où ce n'est pas pertinent.

### Forcer, menacer d'utiliser la force
Menacer ou utiliser la force physique envers une ou plusieurs personnes.
Exemple:
- « Encore un mot de toi et je vais te casser la gueule ! »

## Les contre-mesures contre les techniques de dominations
Un groupe de doctorant de l'université de Stockholm a formulé cinq Contre-stratégies:
- Prendre place
- Questionnement
- Les cartes sur la table
- Briser le modèle
- Intellectualiser

Ils ont également formulé cinq Techniques de confirmations:
- Visualiser
- Adhésion
- Informer
- Récompense double
- Confirmer des normes raisonnables

Le Centre pour l'Égalité des sexes en Norvège a également publié un article sur la façon de lutter contre ce phénomène.